# 阿蓋爾 (伊利諾伊州)
阿蓋爾（英語：Argyle）是位於美國伊利諾伊州布恩縣的一個非建制地區。該地的面積和人口皆未知。

## 地理
阿蓋爾的座標為42°21′36″N 88°56′24″W / 42.36000°N 88.94000°W，而該地的平均海拔高度為270米（即886英尺）。